# Parafia Nawiedzenia Najświętszej Maryi Panny w Luboszu
Parafia Nawiedzenia Najświętszej Maryi Panny w Luboszu – parafia rzymskokatolicka, znajdująca się w archidiecezji poznańskiej, w dekanacie pniewskim.